# Valerian Trifa
Valerian Trifa (Câmpeni (Transsylvanië) (destijds Oostenrijk-Hongarije, thans Roemenië), 28 juni 1914 – Estoril (Portugal), 28 januari 1987) was een Amerikaanse Roemeens-orthodoxe geestelijke van Roemeense komaf.

Hij was aartsbisschop van de Roemeense-orthodoxe Kerk in de Verenigde Staten en Canada.

## Levensloop
Hij werd geboren als zoon van een schoolmeester. Hij studeerde theologie aan de universiteit in Chisinau en studeerde cum laude af. Hij studeerde vervolgens filosofie aan de universiteit van Boekarest en geschiedenis en journalistiek aan de universiteit van Berlijn in 1939.
Hij was al tijdens zijn studententijd lid van de fascistische IJzeren Garde en journalist van de krant Orăștie. Na een mislukte revolutie van de IJzeren Garde waaraan hij had meegeholpen, vluchtte hij naar nazi-Duitsland. Hij hielp tijdens de Tweede Wereldoorlog de nazi's en aan het eind van de oorlog gaf hij geschiedenis en Frans aan een rooms-katholieke school in Italië.
Op 17 juli 1950 ging Trifa naar de Verenigde Staten. Op 2 juli 1951 werd hij daar tot bisschop gekozen. In 1970 werd hij aartsbisschop, omdat de kerk haar afkeer van de Roemeense Communistische Partij wilde laten zien.
In 1975 begon de minister van justitie van de Verenigde Staten een zaak tegen Trifa, omdat hij de VS was binnengekomen zonder te vertellen dat hij lid was geweest van de IJzeren Garde. Hij had ook een sleutelrol in de revolutiepoging gehad. Een toespraak van hem was mede de aanleiding daartoe geweest. Trifa ontkende dit, maar trok dit later terug toen hij geconfronteerd werd met bewijs, opgestuurd door de Roemeense Communistische Partij. Hierbij zat een foto waarop Trifa te zien was met een IJzeren Garde-uniform aan.
In 1980 gaf Trifa zijn Amerikaans burgerschap op; hij verliet de VS in 1982 omdat hij bang was dat hij uitgezet zou worden. Hij was twee jaar bezig een land te vinden waar hij mocht wonen, totdat hij in 1984 in Estoril (Portugal) ging wonen. Hij stierf drie jaar later op 72-jarige leeftijd aan een hartaanval.
- Gemeinsame Normdatei: 1229392602
- International Standard Name Identifier: 0000 0000 2452 1688
- Library of Congress Control Number: n81146918
- Nationale Bibliotheek van Israël: 987007272892805171
- Nederlandse Thesaurus van Auteursnamen: 241938791
- SNAC: w62b940z
- Virtual International Authority File: 23473517
- WorldCat: E39PBJgt88fC9rKWPvqvKMdYT3